# لونيكه إينجل
لونيكه إينجل (بالهولندية: Lonneke Engel) وهي عارضة أزياء هولندية ولدت في يوم 14 يونيو 1981 في مدينة أيندهوفن في هولندا إكتشفها بروس ويبر وثُم عملت مع رالف لورين و شانيل وظهرت في صور لمجلات أزياء و صحة.

## روابط خارجية
- لونيكه إينجل على موقع IMDb (الإنجليزية)
- لونيكه إينجل على موقع دليل عارضات الأزياء (الإنجليزية)